# Clavaria macounii
Clavaria macounii är en svampart som beskrevs av Peck 1894. Clavaria macounii ingår i släktet Clavaria och familjen fingersvampar.   Inga underarter finns listade i Catalogue of Life.